# Physikalische Kieme
Eine Physikalische Kieme ist eine Lufthülle, die den Körper von wasserlebenden Gliederfüßern  oder Teile derselben umgibt und ihnen auf diese Weise die Atmung ermöglicht. Gebildet wird diese Lufthülle an Strukturen, die die Luft halten und vor der Verdrängung durch das Wasser schützen können. Dabei handelt es sich meist um Borstenfelder oder wasserabweisende Partien der Außenhaut. Im Gegensatz zum Plastron („inkompressible Gaskieme“) muss diese auch als „kompressible Gaskieme“ bezeichnete Blase regelmäßig durch atmosphärische Luft an der Wasseroberfläche aufgefrischt werden. Dabei ist weniger der Sauerstoff ein Problem, da dieser bei sinkendem Partialdruck aus dem umgebenden Wasser in die Blase diffundiert. Durch den sinkenden Anteil des Sauerstoffs in der Blase erhöht sich relativ dazu der Stickstoffanteil. Wenn der Partialdruck des Stickstoffs höher wird als in dem umgebenden Wasser, diffundiert dieser nach außen. Dadurch wird die Luftblase kleiner und eignet sich nicht wie das Plastron für unbegrenzte Tauchgänge.
Eine physikalische Kieme bildet sich bei beinahe allen im Wasser lebenden Insekten, die über einen Luftvorrat atmen, sowie bei Wassermilben und Wasserspinnen.